# Helena Łopuszańska
Helena Łopuszańska (ur. 21 maja 1912, zm. ok. 20 czerwca 1940 w Palmirach) – polska aktorka teatralna.
Ukończyła warszawski Instytut Reduty, na scenie zadebiutowała w sezonie 1934/1935 w częstochowskim Teatrze Kameralnym. Kolejny sezon spędziła na deskach Teatru Miejskiego im. Elizy Orzeszkowej w Grodnie, należała też do trupy teatru objazdowego, który działał na terenie województwa białostockiego. W sezonie 1937/1938 występowała w Teatrze Polskim w Katowicach, a następnie wyjechała do Warszawy i grała w Teatrze Kameralnym. Została aresztowana i uwięziona na Pawiaku, a następnie rozstrzelana podczas jednej z egzekucji przeprowadzanych w ramach Akcji AB w lesie w pobliżu wsi Palmiry.